# Baía de Cabinda
A enseada de Cabinda, mais comumente conhecida como baía de Cabinda, é um acidente geográfico do tipo enseada, que banha a cidade de Cabinda, em Angola. É frequentemente confundida com uma baía. Situa-se na província de Cabinda, na parte ocidental do país.
Anteriormente a enseada possuía os nomes de "enseada das Almadias" e "enseada das Canoas".
A baía compreende toda massa d'água entre a ponta de Malembo (norte) e a ponta de Tafe-Farol (sul).